# Папа Целестин III
Папа Целестин III (лат. Caelestinus III, око 1106 — 8. јануар 1198), рођен као Ђачинто Бобоне (итал. Giacinto Bobone), био је поглавар Католичке цркве и владар Папске државе од 30. марта или 10. априла 1191. до своје смрти. Имао је напете односе са неколико монарха, укључујући цара Хајнриха VI, краља Танкреда од Сицилије и краља Алфонса IX од Леона.

## Почеци
Ђачинто Бобоне је рођен у племићкој породици Орсини у Риму, а служио је као кардинал-ђакон прије него што је постао папа. За свештеника је рукоположен 13. априла 1191. године. Римска курија га је сматрала стручњаком за Шпанију, па је предводио двије легатинске мисије (1154—1155. и 1172—1175) као кардинал-ђакон базилике Свете Марије из Козмедина.

## Понтификат
Целестин је крунисао цара Хајнриха VI на дан његовог избора 1191. церемонијом која је симболизовала његову апсолутну надмоћ, како је то описао Роџер од Ховедена, након што је Хајнрих обећао да ће уступити Тускулу. Запријетио је да ће екскомуницирати краља Танкреда 1192, приморавајући га да пусти у Рим своју тетку царицу Констанцију, жену Хајнриха и кандидата за круну Сицилије, коју је Танкред заробио 1191, како би замијенио за његово признање Танкреда, а истовремено је вршио притисак на Хајнриха, али су њемачки војници пустили Констанцију на границе Папске државе прије него што је стигла у Рум наредног љета. Касније је скоро екскомуницирао Хајнриха VI, јер је држао у затвору енглеског краља Ричарда I. Пизу је поставио је под свој интердикт, који је укинуо његов насљедник Иноћентије III 1198. године. Осудио је краља Алфонса IX од Леона због брака са Терезом од Португалије због крвног сродства. Затим га је екскомуницирао 1196. због савезништва са Алмохадским калифатом, док је водио рат против Кастиље. Након брака са Беренгелом од Кастиље, Целестин је екскомуницирао Алфонса и поставио интердикт над Леоном.
Целестин је 1198. потврдио статус Тевтонских витезова као војног реда.

## Смрт
Целестин је желио поднијети оставку на папство и препоручити насљедника (кардинал Ђовани ди Сан Паоло) непосредно прије смрти, али му кардинали то нису дозволили.